# ジョーダン・ヴォート＝ロバーツ
ジョーダン・ヴォート＝ロバーツ（Jordan Vogt-Roberts, 1984年9月22日 - ）は、アメリカ合衆国の映画監督。

## 経歴
1984年9月22日、ミシガン州デトロイトに生まれる。2006年、コロンビア・カレッジ・シカゴを卒業した。
2013年、『キングス・オブ・サマー』で長編映画監督デビューを果たす。2017年、『キングコング:髑髏島の巨神』を監督した。

## フィルモグラフィー

### 長編映画
- キングス・オブ・サマー The Kings of Summer （2013年） - 監督・製作総指揮
- キングコング:髑髏島の巨神 Kong: Skull Island （2017年） - 監督

### 短編映画
- Successful Alcoholics （2010年） - 監督・原案・製作

### コマーシャル
- Destiny 2 Destiny 2 （2017年） - 監督[6]
- PLAYERUNKNOWN'S BATTLEGROUNDS PlayerUnknown's Battlegrounds （2018年） - 監督[7]

### ゲーム
- DEATH STRANDING （2019年） - 出演（キャラクターモデルのみ）